# Женский Олимпийский отборочный турнир ОФК 2024
Женский Олимпийский отборочный турнир ОФК 2024 стал 5-м в истории турниром, по результатам которого определялись команды-участницы от зоны ОФК (Океания) на предстоящие летние Олимпийские игры.
В турнире, прошедшем с 7 по 19 февраля 2024 года в Самоа, приняли участие 8 женских сборных Океании. Победителем стала команда Новой Зеландии, получившая путёвку на Олимпийские игры 2024 в Париже.

## Жеребьёвка
Жеребьёвка турнира состоялась 23 ноября 2023 года. 8 заявившихся на него команд были разбиты на три корзины согласно рейтингу ФИФА на август 2023 года. Две сборные с наилучшим рейтингом были помещены в корзину A, две сборные с наихудшим рейтингом — в корзину C, остальные четыре сборные — в корзину B. По результатам жеребьёвки были составлены две группы по 4 команды в каждой.
| Корзина A                                           | Корзина B                                                             | Корзина C                                  |
| --------------------------------------------------- | --------------------------------------------------------------------- | ------------------------------------------ |
| 1. Новая Зеландия (26) 2. Папуа — Новая Гвинея (54) | 1. Фиджи (71) 2. Тонга (92) 3. Самоа (97) 4. Соломоновы Острова (104) | 1. Вануату (122) 2. Американское Самоа (—) |

Не приняли участие в турнире:
- Новая Каледония (107)[b];
- Таити (108)[b];
- Острова Кука (109).

## Стадион
Все матчи прошли в городе Апиа на двух полях Национального футбольного стадиона.
| Апиа                            |
| ------------------------------- |
| Национальный футбольный стадион |
| Вместимость: 3500               |
| Апиа                            |

## Групповой этап

### Группа A
| Поз | Команда              | И | В | Н | П | МЗ | МП | РМ  | О | Квалификация     |
| --- | -------------------- | - | - | - | - | -- | -- | --- | - | ---------------- |
| 1   | Соломоновы Острова   | 3 | 2 | 1 | 0 | 11 | 3  | +8  | 7 | Выход в плей-офф |
| 2   | Фиджи                | 3 | 2 | 0 | 1 | 15 | 6  | +9  | 6 | Выход в плей-офф |
| 3   | Папуа — Новая Гвинея | 3 | 1 | 1 | 1 | 13 | 5  | +8  | 4 |                  |
| 4   | Американское Самоа   | 3 | 0 | 0 | 3 | 1  | 26 | −25 | 0 |                  |

| Фиджи | 10:0    | Американское Самоа |
| ----- | ------- | ------------------ |
|       | (отчёт) |                    |

| Папуа — Новая Гвинея | 1:1     | Соломоновы Острова |
| -------------------- | ------- | ------------------ |
|                      | (отчёт) |                    |

| Американское Самоа | 1:7     | Соломоновы Острова |
| ------------------ | ------- | ------------------ |
|                    | (отчёт) |                    |

| Папуа — Новая Гвинея | 3:4     | Фиджи |
| -------------------- | ------- | ----- |
|                      | (отчёт) |       |

| Американское Самоа | 0:9     | Папуа — Новая Гвинея |
| ------------------ | ------- | -------------------- |
|                    | (отчёт) |                      |

| Соломоновы Острова | 3:1     | Фиджи |
| ------------------ | ------- | ----- |
|                    | (отчёт) |       |

### Группа B
| Поз | Команда        | И | В | Н | П | МЗ | МП | РМ  | О | Квалификация     |
| --- | -------------- | - | - | - | - | -- | -- | --- | - | ---------------- |
| 1   | Новая Зеландия | 3 | 3 | 0 | 0 | 14 | 0  | +14 | 9 | Выход в плей-офф |
| 2   | Самоа (Х)      | 3 | 2 | 0 | 1 | 3  | 6  | −3  | 6 | Выход в плей-офф |
| 3   | Тонга          | 3 | 1 | 0 | 2 | 2  | 6  | −4  | 3 |                  |
| 4   | Вануату        | 3 | 0 | 0 | 3 | 1  | 8  | −7  | 0 |                  |

| Новая Зеландия | 3:0     | Тонга |
| -------------- | ------- | ----- |
|                | (отчёт) |       |

| Самоа | 1:0     | Вануату |
| ----- | ------- | ------- |
|       | (отчёт) |         |

| Вануату | 1:2     | Тонга |
| ------- | ------- | ----- |
|         | (отчёт) |       |

| Новая Зеландия | 6:0     | Самоа |
| -------------- | ------- | ----- |
|                | (отчёт) |       |

| Тонга | 0:2     | Самоа |
| ----- | ------- | ----- |
|       | (отчёт) |       |

| Вануату | 0:5     | Новая Зеландия |
| ------- | ------- | -------------- |
|         | (отчёт) |                |

## Плей-офф

### Сетка
|  | Полуфиналы             | Полуфиналы     |                        |   | Финал | Финал |
|  |                        |                |                        |   |       |       |
|  | 16 февраля 2024 – Апиа |                |                        |   |       |       |
|  |                        |                |                        |   |       |       |
|  | Соломоновы Острова     | 2              |                        |   |       |       |
|  | Соломоновы Острова     | 2              | 19 февраля 2024 – Апиа |   |       |       |
|  | Самоа                  | 0              |                        |   |       |       |
|  | Самоа                  | 0              | Соломоновы Острова     | 1 |       |       |
|  | 16 февраля 2024 – Апиа |                | Соломоновы Острова     | 1 |       |       |
|  |                        | Новая Зеландия | 11                     |   |       |       |
|  | Новая Зеландия         | Новая Зеландия | 11                     | 7 |       |       |
|  | Новая Зеландия         |                |                        | 7 |       |       |
|  | Фиджи                  | 1              |                        |   |       |       |
|  | Фиджи                  | 1              |                        |   |       |       |

### Полуфиналы
| Соломоновы Острова                 | 2:0     | Самоа |
| ---------------------------------- | ------- | ----- |
| - Анихолланд 65′ - Пеги 78′ (пен.) | (отчёт) |       |

| Новая Зеландия                                              | 7:1     | Фиджи       |
| ----------------------------------------------------------- | ------- | ----------- |
| - Райли 6′, 45+6′ - Хэнд 24′, 45+4′ - Джейл 45+2′, 67′, 83′ | (отчёт) | Насау 90+3′ |

### Финал
| Соломоновы Острова | 1:11    | Новая Зеландия                                                                                                 |
| ------------------ | ------- | --- |
| - Давид 55′        | (отчёт) | - Хэнд 12′ - Уилкинсон 20′, 56′ - Боуэн 25′ - Джейл 37′, 63′ - Райли 45+1′, 52′ - Китчинг 70′, 76′ - Натан 88′ |

## Награды
| Символическая сборная турнира | Символическая сборная турнира | Символическая сборная турнира | Символическая сборная турнира | Символическая сборная турнира | Символическая сборная турнира | Символическая сборная турнира | Символическая сборная турнира | Символическая сборная турнира | Символическая сборная турнира | Символическая сборная турнира | Символическая сборная турнира | Символическая сборная турнира |
| ----------------------------- | ----------------------------- | ----------------------------- | ----------------------------- | ----------------------------- | ----------------------------- | ----------------------------- | ----------------------------- | ----------------------------- | ----------------------------- | ----------------------------- | ----------------------------- | ----------------------------- |
| Вратарь                       | Ксеяна Салаона                | Ксеяна Салаона                | Ксеяна Салаона                | Ксеяна Салаона                | Ксеяна Салаона                | Ксеяна Салаона                | Ксеяна Салаона                | Ксеяна Салаона                | Ксеяна Салаона                | Ксеяна Салаона                | Ксеяна Салаона                | Ксеяна Салаона                |
| Защитники                     | Ребека Стотт                  | Ребека Стотт                  | Ребека Стотт                  | Ребека Стотт                  | Сасья Дейд                    | Сасья Дейд                    | Сасья Дейд                    | Сасья Дейд                    | Лиза Соло                     | Лиза Соло                     | Лиза Соло                     | Лиза Соло                     |
| Полузащитники                 | Индия-Пейдж Райли             | Индия-Пейдж Райли             | Индия-Пейдж Райли             | Кейт Тейлор                   | Кейт Тейлор                   | Кейт Тейлор                   | Сема Насау                    | Сема Насау                    | Сема Насау                    | Ади Лития Баканичева          | Ади Лития Баканичева          | Ади Лития Баканичева          |
| Нападающие                    | Грейс Джейл                   | Грейс Джейл                   | Грейс Джейл                   | Грейс Джейл                   | Лорина Солосайя               | Лорина Солосайя               | Лорина Солосайя               | Лорина Солосайя               | Айлин Пеги                    | Айлин Пеги                    | Айлин Пеги                    | Айлин Пеги                    |

## Комментарии
1. ↑  В 2020 году отдельный отборочный турнир на Олимпийские игры 2020 не проводился; путёвка на Олимпиаду разыгрывалась по результатам Лиги наций ОФК 2018[англ.].
2. 1 2  Новая Каледония и Таити, входящие в ОФК, не являются членами МОК, поэтому они не имели права пройти отбор на Олимпийские игры.